# Cingalotettix pterugodes
Cingalotettix pterugodes är en insektsart som beskrevs av Blackith, R.E. 1988. Cingalotettix pterugodes ingår i släktet Cingalotettix och familjen torngräshoppor. Inga underarter finns listade i Catalogue of Life.